# Jim Paek
Jim Paek (korejsky 백지선 Pek Či-son, *7. dubna 1967 Soul, Jižní Korea) je bývalý kanadský profesionální hokejista korejského původu, který nastupoval v NHL, kde oblékal dresy celků Pittsburgh Penguins, Los Angeles Kings a Ottawa Senators.
Momentálně je trenérem jihokorejské reprezentace.

## Hráčská kariéra
Juniorskou kariéru strávil v celku OHL Oshawa Generals, za který nastupoval v letech 1984–1987 (v roce 1987 soutěž klub vyhrál). V roce 1985 Paeka draftoval klub NHL Pittsburgh Penguins. Po skončení juniorské části kariéry hrál až do roku 1990 farmářskou ligu IHL za mužstvo Muskegon Lumberjacks.
Sezonu 1990/91 načal v kanadské reprezentaci (za tu odehrál 48 utkání a vstřelil dvě branky), ale dokončoval jí v dresu Pittsburghu. Do NHL nastoupil jako první hráč korejského původu a hned premiérový ročník s Penguins získal Stanleyův pohár. O rok později Pittsburgh i s Paekem v sestavě titul obhájil. V průběhu ročníku 1993/94 došlo k výměně hráče do Los Angeles Kings. Sezonu 1994/95 odehrál v dresu Ottawa Senators.
Později už se do NHL neprosadil, v letech 1995–2000 nastupoval v IHL postupně za týmy Houston Aeros, Minnesota Moose, Manitoba Moose a Cleveland Lumberjacks. Dohromady v IHL odehrál za kariéru 613 utkání, ve kterých nasbíral 271 bodů (38 gólů a 223 asistencí) a dvakrát se radoval z mistrovského titulu (1988/89 s Muskegonem a 1998/99 s Houstonem).
Závěrečné tři roky kariéry pak strávil v britské lize, kde hájil barvy Nottingham Panthers. V průběhu ročníku 2001/02 část sezony odehrál v nižší soutěži za klub z Aljašky

## Klubové statistiky
- Debut v NHL - 21. dubna 1991 (Washington Capitals - PITTSBURGH PENGUINS)
- První gól v NHL (a zároveň první bod) - 25. května 1991 (Minnesota North Stars - PITTSBURGH PENGUINS - utkání play off)

| Sezona       | Klub                  | Soutěž       | Základní část | Základní část | Základní část | Základní část | Základní část | Play off | Play off | Play off | Play off | Play off |
| Sezona       | Klub                  | Soutěž       | Z             | G             | A             | B             | TM            | Z        | G        | A        | B        | TM       |
| ------------ | --------------------- | ------------ | ------------- | ------------- | ------------- | ------------- | ------------- | -------- | -------- | -------- | -------- | -------- |
| 1984/85      | Oshawa Generals       | OHL          | 54            | 2             | 13            | 15            | 57            | 5        | 1        | 0        | 1        | 9        |
| 1985/86      | Oshawa Generals       | OHL          | 64            | 5             | 21            | 26            | 122           | 6        | 0        | 1        | 1        | 9        |
| 1986/87      | Oshawa Generals       | OHL          | 57            | 5             | 17            | 22            | 75            | 26       | 1        | 14       | 15       | 43       |
| 1987/88      | Muskegon Lumberjacks  | IHL          | 82            | 7             | 52            | 59            | 141           | 6        | 0        | 0        | 0        | 29       |
| 1988/89      | Muskegon Lumberjacks  | IHL          | 80            | 3             | 54            | 57            | 96            | 14       | 1        | 10       | 11       | 24       |
| 1989/90      | Muskegon Lumberjacks  | IHL          | 81            | 9             | 41            | 50            | 115           | 15       | 1        | 10       | 11       | 41       |
| 1990/91      | Pittsburgh Penguins   | NHL          | 3             | 0             | 0             | 0             | 2             | 8        | 1        | 0        | 1        | 2        |
| 1991/92      | Pittsburgh Penguins   | NHL          | 49            | 1             | 7             | 8             | 36            | 19       | 0        | 4        | 4        | 6        |
| 1992/93      | Pittsburgh Penguins   | NHL          | 77            | 3             | 15            | 18            | 64            | —        | —        | —        | —        | —        |
| 1993/94      | Pittsburgh Penguins   | NHL          | 41            | 0             | 4             | 4             | 8             | —        | —        | —        | —        | —        |
|              | Los Angeles Kings     | NHL          | 18            | 1             | 1             | 2             | 10            | —        | —        | —        | —        | —        |
| 1994/95      | Ottawa Senators       | NHL          | 29            | 0             | 2             | 2             | 28            | —        | —        | —        | —        | —        |
| 1995/96      | Houston Aeros         | IHL          | 25            | 2             | 5             | 7             | 20            | –        | –        | –        | –        | –        |
|              | Minnesota Moose       | IHL          | 42            | 1             | 11            | 12            | 54            | –        | –        | –        | –        | –        |
| 1996/97      | Manitoba Moose        | IHL          | 9             | 0             | 2             | 2             | 12            | –        | –        | –        | –        | –        |
|              | Cleveland Lumberjacks | IHL          | 74            | 3             | 25            | 28            | 36            | 14       | 0        | 1        | 1        | 2        |
| 1997/98      | Cleveland Lumberjacks | IHL          | 75            | 7             | 9             | 16            | 48            | 10       | 2        | 1        | 3        | 4        |
| 1998/99      | Cleveland Lumberjacks | IHL          | 65            | 4             | 11            | 15            | 34            | –        | –        | –        | –        | –        |
|              | Houston Aeros         | IHL          | 11            | 0             | 3             | 3             | 2             | 19       | 2        | 4        | 6        | 10       |
| 1999/00      | Cleveland Lumberjacks | IHL          | 69            | 2             | 20            | 22            | 27            | 9        | 0        | 2        | 2        | 2        |
| 2000/01      | Nottingham Panthers   | Británie     | 47            | 3             | 21            | 24            | 28            | 6        | 1        | 2        | 3        | 2        |
| 2001/02      | Anchorage Aces        | WCHL         | 40            | 1             | 28            | 29            | 12            | –        | –        | –        | –        | –        |
|              | Nottingham Panthers   | Británie     | 5             | 0             | 0             | 0             | 4             | 6        | 0        | 1        | 1        | 4        |
| 2002/03      | Nottingham Panthers   | Británie     | 32            | 1             | 10            | 11            | 10            | 17       | 0        | 4        | 4        | 18       |
| Celkem v NHL | Celkem v NHL          | Celkem v NHL | 217           | 5             | 29            | 34            | 155           | 27       | 1        | 4        | 5        | 12       |

## Trenérská kariéra
Po ukončení hráčské kariéry se hned ujal trénování. V sezoně 2003/04 jako hlavní trenér vedl celek nižší soutěže WHA2 Orlando Seals a následující sezonu jako asistent trenéra v univerzitní lize USHS pracoval u týmu St. Edward High.
V období 2005-2014 působil jako asistent trenéra u Grand Rapids Griffins, farmě Detroit Red Wings v AHL. S tímto celkem v roce 2013 slavil i zisk Calder Cupu pro vítěze soutěže.
Od roku 2014 vede reprezentaci Jižní Koreje a jeho úkolem bylo pozvednout mužstvo na dostatečnou úroveň, aby mohlo důstojně startovat na domácím olympijském turnaji 2018. Po předložení projektu rozvoje se v létě 2014 mezinárodní federace ledního hokeje rozhodla pro účast Jižní Koreje na tomto turnaji bez nutnosti podstoupit kvalifikaci.
Dokázal s mužstvem postoupit na MS 2018. Na olympijských hrách i na MS se Korea umístila poslední. Paek vede tým i nadále.